# Dorcadion formosum
Dorcadion formosum är en skalbaggsart som beskrevs av Ernst Gustav Kraatz 1870. Dorcadion formosum ingår i släktet Dorcadion och familjen långhorningar. Utöver nominatformen finns också underarten D. f. ponticum.